# 泰羅 (堪薩斯州)
泰羅（英語：Tyro）是一個位於美國堪薩斯州蒙哥馬利縣的城市。

## 地方資料
根據2020年美國人口普查的數據，泰羅的面積為1.35平方千米，當中陸地面積為1.34平方千米，而水域面積為0.01平方千米。當地共有人口177人，而人口密度為每平方千米131.11人。